# バルブオーバーラップ
バルブオーバーラップは、レシプロ内燃機関において吸気ポートと排気ポートを同時に開いている状態のことである。通常、4ストロークエンジンの排気行程の終了間際に吸気ポートを開き、吸気の充填効率改善を目的としている。
4ストローク機関における、エンジンの熱効率を改善する方法の一つ。吸気ポートと排気ポートを同時に開放する事により、排気が持つ運動エネルギーによって吸気を促進し、より多くの燃料と酸素をシリンダーに充填する技術。未燃焼ガスの吹き抜けが起きる為、排気管側で排気の流れを制御し、いったん排気管側に吹き抜けた未燃焼ガスをシリンダーに押し戻す工夫が必要となる。多くの場合には排気デバイスを装着したり、排気脈動を制御する目的で、排気管の途中やエキゾーストマニホールドで太さの違うパイプや部屋（チャンバー）・各気筒エキゾーストパイプを跨ぐバイパス通路等を設ける。これらの装置によって反射した衝撃波が未燃焼ガスをシリンダーに押し戻す。

## 効果
適切な条件下であれば前述のように吸気充填効率の向上や排気を押し出す掃気作用などが効果的に得られる。またオーバーラップを大きめに取ると、実質圧縮比が下がるため異常燃焼（ノッキングやデトネーション）を防ぐことが出来る。しかし吸気行程において排気ポートより混合気の一部が排出されるため、排気中の未燃焼炭化水素(HC)が増え、排気浄化性能に影響を与える。また、低負荷・低回転の状態では混合気の充填効率が低く、吸気管内が負圧であるため排気が逆流し、理想的な燃焼が得られず、アイドル時の回転が不安定になる可能性がある。この排気の逆流を利用したものが後述の内部EGRとなる。
アイドルおよび軽負荷時の安定性を考慮する必要がない競技用エンジンではオーバーラップは大きくとられる。これは充填効率を上げるためもあるが、作用角とバルブリフト量の大きいカムシャフトでは、結果的にオーバーラップが広くなるという側面もある。
逆にオーバーラップを狭めにとると、低回転域での充填効率が高まり、低負荷・低回転領域においても安定した燃焼が得られる。
しかし吸気流速が低い低・中速域で高負荷運転を行う場合、オーバーラップによる充填効率向上作用が得られないため、出力は低くなる。
なおオーバーラップが大きいほど高回転型と言われる事があり、実際に高回転・高出力エンジンではオーバーラップが大きくとられているケースが多い。しかしこれは前述のように、高出力化のために作用角・バルブリフト量の大きいのカムシャフトを用いると結果的にオーバーラップが大きくなるという側面があり、オーバーラップ量のみで高回転型となっているわけではない。
例えば位相変化タイプの可変バルブタイミング機構を持つエンジンでは運転状況によってオーバーラップ量を可変させる事が出来る。これらのエンジンは低・中回転域で中・高負荷運転を行う場合、吸気バルブを進角（早開け・早閉じ）することでオーバーラップを拡大する制御を行うが、高回転域では逆に遅角（遅開け・遅閉じ）することでオーバーラップを（結果的に）縮小する制御を行なう。これは吸気流速の低い低・中回転域ではオーバーラップによる出力向上が狙えるが、吸気流速の高い高回転域ではオーバーラップを増すよりも、遅角することで吸気バルブを遅閉じとする方が吸気慣性により充填効率が高まるからである。また排気側の位相変化を行うエンジンにおける高回転域では、排気バルブを進角して早開きとする事で排気による抵抗を減らす制御を行うため、同様にオーバーラップ量は減る傾向となる。上記の例から言えば高回転域に関してはオーバーラップ量そのものよりも吸気バルブの閉じと排気バルブの開くタイミングの方が重要となり、むしろオーバーラップは吸気流速が高い高回転域よりも、吸気流速の低い低・中回転域における中・高負荷運転への作用が大きいと言う事になる。このように、エンジンの出力特性はオーバーラップだけではなく、作用角やリフト量といったカムプロフィール、バルブタイミングなど全体で考える必要があり、それらを考慮せずにオーバーラップ量のみで高回転型と看做すのは誤りといえる。
出力面以外ではオーバーラップを利用することで内部EGRを行う事が出来、排ガス浄化の他にポンピングロス低減などによる燃費向上などを得ることが出来る。内部EGRは回転数や負荷などによって適切なタイミングが異なり、アイドル時などの安定性を考慮するとオーバーラップも大きく取れないため、固定されたバルブタイミングでは積極的な利用は難しく、限定的な利用に留まっていた。しかし、可変バルブタイミング機構と電子制御スロットルが普及したことでオーバーラップの可変、およびスロットルとの協調が可能となり現在では内部EGRは多用されている。さらに吸気側に加え排気側にも可変バルブタイミング機構を採用したエンジンでは排気バルブを遅く閉じる事で更なるEGRの導入が可能となっている。この場合、オーバーラップの領域自体を可変させる事も出来、上死点以降の吸気工程でのみオーバーラップをさせる事も可能となり、実際に行われている。

## 調整
アフターマーケットのチューニングパーツにスライドカムスプロケットと呼ばれるものがある。これはバルブタイミングの調整が出来、DOHCの場合はオーバーラップの変更もできるが、開弁期間（作用角）やリフト量などは元のカムのまま変わらないため、吸排気効率の上がったエンジンに対し充填効率を上げるには、カムプロフィール自体の変更が必要となる。
最近のN/Aエンジンは可変バルブタイミングシステムを取り入れる事により、動的にオーバーラップ量を調節し、高出力と扱いやすい特性を両立させている。この他にも燃費向上などにおいてもオーバーラップは重要で、現在では高出力車以外の実用車などにおいても動的なオーバーラップ値の調整は一般的に行われている。現在最も普及している可変バルブタイミング機構はカムの位相変化を行うもので、初期のものは段階的な変化のみであったが、現在では連続可変方式となっており、多くの運転領域で連続的なオーバーラップの調整が行われているといえる。さらに従来は吸気のみの変化であったが排気側も変化する方式も普及しており、より大きなオーバーラップ値の調整が可能となっている。